# آفتابی یکساله
آفتابی یکساله، آفتابی منشعب (نام علمی: Farsetia ramosissima) نام یک گونه از سرده آفتابی است. سردهٔ آفتابی در ایران ۳ گونهٔ علفی یک ساله و چند ساله دارد که هر سه گونه در جنوب شرقی ایران در استان‌های بلوچستان و هرمزگان می‌رویند. آفتابی یکساله یکی از ۳ گونهٔ موجود در ایران است.